# کینن وین
فرنسیس خاویر آلویسیوس جیمز کینن وین (انگلیسی: Francis Xavier Aloysius James Jeremiah Keenan Wynn; ۲۷ ژوئیهٔ ۱۹۱۶ – ۱۴ اکتبر ۱۹۸۶) هنرپیشه اهل ایالات متحده آمریکا بود.
از فیلم‌هایی که وی در آن نقش داشته‌است، می‌توان به دکتر استرنجلاو، روزی روزگاری در غرب، ارکا، نشانی از شر، پیرانا، فریب‌خورده، نشویل، مردی با نگاه بسیار سرد، طلوع ماه سیاه و باران شیطان اشاره کرد.